# منطقة سيتابور
سيتابور رمزها «SI» (بالإنجليزية: Sitapur)‏ ، هو تقسيم إداري لدولة الهند تتبع ولاية أتر برديش (بالإنجليزية: Uttar  Pradesh)‏ ، مركزها هو مدينة سيتابور (بالإنجليزية: Sitapur)‏ عدد سكانها حسب تعداد سنة 2001 هو 3,616,510 ، مساحتها 5,743 كم² وكثافة السكان 630 لكل كم² .

## أعلام
- أنوب كومار غوبتا